# Йорки
Йо́рки, Йоркская династия, Йоркский дом (англ. House of York) — королевская династия, ветвь Плантагенетов, пришедшая к власти в Англии в ходе войны Алой и Белой розы и правившая с 1461 года по 1485 год (с перерывом в 1470—1471 годах).
Эмблемой Йорков была белая роза. В литературе сторонников Йорков называют Йоркской партией или Йоркистами.

## Происхождение. Права на престол
По мужской линии Йорки были потомками пятого (четвёртого выжившего) сына Эдуарда III, Эдмунда Лэнгли, герцога Йоркского (отсюда название), по женской же — третьего (и, соответственно, второго из выживших сыновей) — Лайонела Антверпа, герцога Кларенса.
В Средневековой Англии не существовало жёстко установленных законов престолонаследия. В результате был возможен и переход короны по женской линии. На основании этого в середине XV века Йорки стали утверждать, что их династические права на английский трон более весомые, чем у Ланкастеров, потомков захватившего в 1399 году английский престол Генриха IV, четвёртого (третьего выжившего) сына Эдуарда III — Джона Гонта. Действительно, с 1385 года внук Лайонела — Роджер Мортимер, 4-й граф Марч, считался ближайшим наследником не имевшего детей короля Ричарда II. Роджер погиб в 1398 году, его наследник Эдмунд был несовершеннолетним и при жизни Генриха IV вместе с младшим братом содержался под неусыпным контролем сначала в Виндзорском замке, а затем в Певенси. Получил он свободу только после восхождения на престол Генриха V в 1413 году.
Эдмунд Лэнгли (умер в 1402 году) имел двух сыновей — бездетного Эдуарда, 2-го герцога Йоркского и Ричарда, графа Кембриджа, женившегося на Анне Мортимер, правнучке Лайонела Кларенса и сестре Эдмунда Мортимера. В августе 1415 года в Саутгемптоне, перед отправлением короля Генриха V во Францию, граф Кембридж возглавил заговор против короля, собираясь возвести на престол брата своей жены графа Марча. Заговор был раскрыт (по некоторым данным, самим Марчем), а граф Кембридж лишён титулов и казнён. Через два месяца, в октябре 1415 года, его старший брат герцог Йоркский погиб в битве при Азенкуре. Наследником герцогства Йоркского стал сын Кембриджа и Анны Мортимер, 4-летний Ричард, который получил титул герцога Йоркского не сразу после гибели дяди (так как его отец был объявлен изменником), а спустя некоторое время.

## Йорки наследуют притязания Мортимеров
В 1425 году Ричард Йоркский унаследовал титул графа Марч и обширные поместья от своего дяди по матери Эдмунда Мортимера, который был старшим среди потомков Эдуарда III; с этого времени Йорки стали потенциальными претендентами на корону. В 1455 году, воспользовавшись психической болезнью ланкастерского короля Генриха VI и неудачами в Столетней войне, Ричард Йоркский объявил о своих правах на престол. С этого началась война Алой и Белой розы.

## Война
После первых побед (битва при Сент-Олбансе, 1455) Ричард Йоркский был признан преемником Генриха VI (в обход сына последнего), но часть сторонников Ланкастеров не признала этого решения и продолжила борьбу. В 1460 году Ричард был убит в битве при Уэйкфилде, но, несмотря на это, удача в войне перешла на сторону Йорков, чему способствовал могущественный Ричард Невилл, 16-й граф Уорик («Делатель королей»).

## Йорки у власти
Первым коронованным представителем династии стал старший сын Ричарда, Эдуард IV, граф Марч, свергнувший (1461) Генриха VI и в том же году фактически уничтоживший ланкастерскую армию в битве при Таутоне. В 1470 году граф Уорик изменил Йоркам, и Генрих VI при его помощи был вновь провозглашён королём, но после краткой реставрации (1470—1471) свергнут и убит в Тауэре; в том же году в битве при Тьюксбери погиб последний Ланкастер, сын Генриха Эдуард, принц Уэльский, а в битве при Барнете был убит и Уорик. После этого гегемонии Йорков, возглавляемых Эдуардом IV, долгое время ничего не угрожало.
После смерти Эдуарда IV (1483) на трон взошёл его малолетний сын Эдуард V. Регентом (лордом-протектором королевства) при нём стал Ричард, герцог Глостер, будущий король Ричард III. Эдуард царствовал всего три месяца и был смещён под тем предлогом, что брак его родителей был незаконным; герцог Глостерский был провозглашён королём. Дальнейшая судьба малолетних Эдуарда V и его младшего брата Ричарда, герцога Йоркского, неизвестна, по-видимому, они были убиты в Тауэре.
Ричард III, последний Йорк на английском троне, правил два года, после чего погиб в битве при Босворте (1485), сражаясь с Генрихом Тюдором, графом Ричмондом, который стал королём под именем Генриха VII. Генрих VII, претендовавший на престол как потомок Ланкастеров (по внебрачной линии), женился на дочери Эдуарда IV Елизавете Йоркской. Тюдоровская пропаганда представила этот брак как окончательное примирение и объединение двух домов.

## Потомки Йорков
Однако последний Йорк по прямой мужской линии (он же последний Плантагенет) тогда ещё был жив и дожил до 1499 года — это был Эдуард Плантагенет, 17-й граф Уорик, сын казнённого в 1478 году Джорджа Плантагенета, герцога Кларенса, брата Эдуарда IV и Ричарда III. Он был казнён Генрихом VII после попытки бегства из Тауэра. Его сестра, Маргарет Поул, графиня Солсбери, была казнена уже Генрихом VIII в 1541 году (когда ей было 68 лет) по сфабрикованному обвинению. За Йорков выдавали себя самозванцы Ламберт Симнел и Перкин Уорбек. В 1525 году последний йоркистский претендент на престол (по женской линии), сын сестры Эдуарда IV эмигрант Ричард де ла Поль, которого во Франции называли «Белая роза», погиб в битве при Павии, где сражался на стороне французов; его младший брат Уильям, хотя и не предъявлял прав на трон, был в 1502 году помещён в заключение в Тауэр, где и умер в 1539 году.
Однако, несмотря на попытки Тюдоров истребить остальные ветви Йорков, некоторые потомки династии по женской линии пережили их террор, и их наследники существуют и в настоящее время. Это графы Лаудоны (живут в Австралии) и бароны Стаффорды, которые являются потомками Маргариты де ла Поль.